# العلاقات الإسبانية الميكرونيسية
العلاقات الإسبانية الميكرونيسية هي العلاقات الثنائية التي تجمع بين إسبانيا وولايات ميكرونيسيا المتحدة.

## مقارنة بين البلدين
هذه مقارنة عامة ومرجعية للدولتين:
| وجه المقارنة                                              | إسبانيا                                                                             | ولايات ميكرونيسيا المتحدة |
| --------------------------------------------------------- | ----------------------------------------------------------------------------------- | ------------------------- |
| المساحة (كم2)                                             | 505.99 ألف                                                                          | 702                       |
| عدد السكان (نسمة)                                         | 46.73 مليون                                                                         | 105.54 ألف                |
| الكثافة السكانية (ن./كم²)                                 | 92.35                                                                               | 15.03 ألف                 |
| العاصمة                                                   | مدريد                                                                               | باليكير                   |
| اللغة الرسمية                                             | اللغة الإسبانية، اللغة الغاليسية، لغة بشكنشية، اللغة الكتالونية، اللغة الأوكسيتانية | لغة إنجليزية              |
| العملة                                                    | يورو، بيزيتا إسبانية                                                                | دولار أمريكي              |
| الناتج المحلي الإجمالي (بليون دولار)                      | 1.31 تريليون                                                                        | 336.43 مليون              |
| الناتج المحلي الإجمالي (تعادل القوة الشرائية) بليون دولار | 1.77 تريليون                                                                        | 365.27 مليون              |
| الناتج المحلي الإجمالي الاسمي للفرد دولار أمريكي          | 28.16 ألف                                                                           | 3.02 ألف                  |
| الناتج المحلي الإجمالي للفرد دولار أمريكي                 | 38.00 ألف                                                                           |                           |
| مؤشر التنمية البشرية                                      | 0.876                                                                               | 0.640                     |
| رمز المكالمات الدولي                                      | +34                                                                                 | +691                      |
| رمز الإنترنت                                              | .es                                                                                 | .fm                       |
| المنطقة الزمنية                                           | ت ع م+01:00، ت ع م+02:00                                                            |                           |

## منظمات دولية مشتركة
يشترك البلدان في عضوية مجموعة من المنظمات الدولية، منها:
| علم المنظمة | اسم المنظمة                               | تاريخ انضمام إسبانيا | تاريخ انضمام ولايات ميكرونيسيا المتحدة |
| ----------- | ----------------------------------------- | -------------------- | -------------------------------------- |
|             | بنك التنمية الآسيوي                       | 1986                 | 1990                                   |
|             | مؤسسة التنمية الدولية                     | 18 أكتوبر 1960       | 24 يونيو 1993                          |
|             | يونسكو                                    | 30 يناير 1953        | 19 أكتوبر 1999                         |
|             | وكالة ضمان الاستثمار متعدد الأطراف        | 29 أبريل 1988        | 11 أغسطس 1993                          |
|             | الأمم المتحدة                             | 14 ديسمبر 1955       | 17 سبتمبر 1991                         |
|             | البنك الدولي للإنشاء والتعمير             | 15 سبتمبر 1958       | 24 يونيو 1993                          |
|             | الاتحاد الدولي للاتصالات                  | 1866                 | 18 مارس 1993                           |
|             | منظمة حظر الأسلحة الكيميائية              | ?                    | ?                                      |
|             | مؤسسة التمويل الدولية                     | 24 مارس 1960         | 24 يونيو 1993                          |
|             | المركز الدولي لتسوية المنازعات الاستشارية | 17 سبتمبر 1994       | 24 يوليو 1993                          |

## وصلات خارجية
- موقع وزارة الخارجية الإسبانية